# Chloe East
Chloe East (San Clemente, 16 febbraio 2001) è un'attrice statunitense.

## Biografia
Ha esordito come attrice molto giovane, nel 2013, nella serie TV True Blood. Tra il 2016 e il 2017 ha fatto parte del cast principale delle serie Ice, Liv e Maddie e Kevin (Probably) Saves the World.
Al cinema ha esordito con Next Level di Ilyssa Goodman nel 2019. L'anno successivo è stata tra i protagonisti dell'horror Il lupo della neve di Jim Cummings, mentre nel 2022 ha recitato in The Fabelmans di Steven Spielberg. Nel 2021 era stata tra i protagonisti della serie TV Generation.

## Vita privata
East ha sposato Ethan Precourt a ottobre 2021.

## Filmografia

### Cinema
- Next Level, regia di Ilyssa Goodman (2019)
- Il lupo della neve (The Wolf of Snow Hollow), regia di Jim Cummings (2020)
- The Fabelmans, regia di Steven Spielberg (2022)
- Popular Theory, regia di Ali Scher (2024)
- Heretic, regia di Scott Beck e Bryan Woods (2024)
- A Big Bold Beautiful Journey - Un viaggio straordinario (A Big Bold Beautiful Journey), regia di Kogonada (2025)

### Televisione
- True Blood – serie TV, 2 episodi (2013)
- Liv e Maddie (Liv and Maddie) – serie TV, 8 episodi (2016-2017)
- Ice – serie TV, 10 episodi (2016-2017)
- Kevin (Probably) Saves the World – serie TV, 16 episodi (2017-2018)
- Generation – serie TV, 16 episodi (2021)
- No Good Deed – serie TV, 2 episodi (2024)

## Doppiatrici italiane
Nelle versioni in italiano delle opere in cui ha recitato, Chloe East è stata doppiata da:
- Emanuela Ionica in Liv e Maddie, The Fabelmans
- Sara Crestini in No Good Deed
- Lucrezia Marricchi in Heretic